# 堀吉彦
堀 吉彦（ほり よしひこ、1874年（明治7年）7月29日 - 没年不明）は、大日本帝国陸軍軍人。最終階級は陸軍少将。

## 経歴・人物
大分県出身。1898年（明治31年）陸軍士官学校第10期卒業。
1922年（大正11年）2月に陸軍歩兵大佐・山口連隊区司令官、1924年（大正13年）2月に歩兵第33連隊長を経て、1926年（大正15年）7月に陸軍少将・歩兵第37旅団長に任官。1928年（昭和3年）3月8日に待命、同年3月29日に予備役に編入した。  
1947年（昭和22年）11月28日、公職追放仮指定を受けた。

## 栄典
位階
- 1902年（明治35年）2月20日 - 従七位[4]

勲章等
- 1940年（昭和15年）8月15日 - 紀元二千六百年祝典記念章[5]